# Vidas Paralelas (telenovela)
Vidas Paralelas é uma futura telenovela brasileira produzida e exibida pela TV Globo, com previsão de estreia para o primeiro semestre de 2026. Será a 1.ª "novela das cinco" exibida pela emissora.
Criada e escrita por Walcyr Carrasco, contará com a co-autoria de Cristianne Fridman e direção de Adriano Melo.
Contará com Giullia Buscacio, Flávia Alessandra, Marcelo Serrado, André Luiz Frambach, Kelzy Ecard, Bia Montez, Felipe Camargo e Olívia Araújo nos papeis principais.

## Enredo
Um playboy conquistador (André Luiz Frambach) é obrigado a trabalhar em um escritório de um advogado famoso (Marcelo Serrado), sem saber que este é seu pai, se tornando os olhos e os ouvidos da empresa. De lá, acaba conhecendo uma bela moça (Giullia Buscacio) e os dois acabam se envolvendo em uma grande série de reviravoltas.

## Elenco
| Intérprete          | Personagem |
| ------------------- | ---------- |
| Giullia Buscacio    | A definir  |
| Flávia Alessandra   | A definir  |
| Marcelo Serrado     | A definir  |
| André Luiz Frambach | A definir  |
| Kelzy Ecard         | A definir  |
| Bia Montez          | A definir  |
| Felipe Camargo      | A definir  |
| Olívia Araújo       | A definir  |
| Caroline Dallarosa  | A definir  |
| Danilo Maia         | A definir  |
| Andrea Dantas       | A definir  |

## Produção

### Antecedentes
Entre 1975 a 1979, a TV Globo passou a produzir no horário das seis telenovelas curtas que raramente ultrapassavam a marca dos 100 capítulos, servindo de contraponto entre a principal concorrente, a Rede Tupi, tendo como exceções nesse período Dona Xepa (1977), Maria, Maria (1978), A Sucessora (1978–79) e Cabocla (1979). Em 1981 produziu Terras do Sem-Fim, a última novela em formato curto na faixa até então. Após o fim da trama citada, as novelas das três principais faixas passaram a se concentrar na casa dos 100 capítulos, chegando algumas vezes aos 200, com O Fim do Mundo (1996) sendo uma das raras exceções no modelo atual de telenovelas, uma vez que esta foi produzida de última hora para substituir Explode Coração (1995–96) no então horário das oito, já que Gloria Perez havia sido liberada para acompanhar o julgamento dos acusados pelo assassinato de Daniella Perez, sua filha, e O Rei do Gado (1996–97), que originalmente substituiria Explode Coração, ainda estava com a produção atrasada.
Em 2000 a Globo lançava Esplendor, de Ana Maria Moretzsohn, ao horário das seis e voltaria a produzir uma telenovela curta, até então prevista para ter somente 75 capítulos na faixa, todavia, com o atraso de O Cravo e a Rosa (2000–01), a novela acabou sendo esticada e fechou com 125 capítulos. Estrela-Guia (2001) foi a última novela da faixa a não chegar na marca dos 100 capítulos, pois foi criada para ser uma "novela de verão". O modelo de tramas curtas seria posteriormente aproveitado no horário das onze e em produções voltadas para o Globoplay.

### Planejamento da obra
No dia 28 de setembro de 2021, a Globo anuncia o cancelamento das produções de Malhação: Transformação e Malhação: Eu Quero Ser Feliz após ser analisado o desgaste da fórmula da soap opera Malhação, que estava sem lançar temporadas novas desde Toda Forma de Amar, com esta tendo o final antecipado e modificado por conta das medidas sanitárias contra a Pandemia de COVID-19, encerrando uma fórmula que durou quase 27 anos consecutivos, entre 1995 a 2022. Com o anúncio, a emissora estudou a criação de uma nova faixa de novelas inéditas, ocupando o espaço de Malhação. Nesta faixa, seriam criados textos mais curtos, com a máxima de 50 capítulos e um elenco mais enxuto, apostando em talentos novos.
Quatro anos depois dos primeiros estudos do novo formato de telenovelas, em 28 de abril de 2025, é noticiado que a TV Globo estaria planejando lançar um novo horário de novelas e que este seria na faixa posterior ao Vale a Pena Ver de Novo e antecedendo as novelas das seis, na faixa que originalmente pertencia à Malhação. A produção da primeira novela da nova faixa ficaria por conta de Walcyr Carrasco, que produziu dez capítulos para avaliação. A ideia é que o novo horário possua títulos curtos, com a máxima de 60 capítulos, e seja baseado em doramas, ou seja, seguindo o modelo das produções sul-coreanas, com foco total em romances dramáticos. A novela recebeu como título provisório Vidas Paralelas. Outros títulos também foram previstos como Quem é Morto Sempre Aparece e Como se Livrar de Um Grande Amor.
Em 1.º de julho de 2025, Cristianne Fridman foi a escolhida para dar continuidade ao texto, assumindo praticamente toda a novela, enquanto que Carrasco ficaria responsável apenas pelos primeiros capítulos. A trama marca o retorno de Fridman à TV Globo desde Malhação 2003, quando esteve na equipe de roteiristas. A novela foi aprovada pela direção no dia 11 de julho após serem analisados os primeiros pilotos.

### Escolha do elenco
Em maio de 2025, Giullia Buscacio foi anunciada como protagonista da nova trama, após se destacar no remake de Renascer (2024) e ter feito testes para Vale Tudo (2025). André Luiz Frambach foi escalado como o protagonista masculino, marcando seu retorno a um papel fixo desde o fim de Cara e Coragem (2022) e a uma telenovela após a participação especial em No Rancho Fundo (2024). Flávia Alessandra, afastada das novelas desde Salve-se Quem Puder (2020–21), chegou a ser anunciada no elenco fixo de Êta Mundo Melhor! (2025–26), mas acabou fazendo apenas uma participação especial na trama e assumindo um dos papéis principais em Vidas Paralelas. 
Marcelo Serrado, Kelzy Ecard e Bia Montez também foram confirmados no elenco, com o primeiro retornando para as novelas da Globo desde Cara e Coragem (2022–23), a segunda desde Todas as Flores (2022–23) e a terceira desde Fuzuê (2023–24). Além dos nomes já anunciados, foram confirmadas as participações de Olívia Araújo e Danilo Maia, ambos recém-saídos de Fuzuê. Caroline Dallarosa, destaque em Além da Ilusão (2022), foi convocada para o elenco e anunciada junto a Felipe Camargo, que retorna às novelas após Espelho da Vida (2018–19).